# Lex Meeussen
Alexandrine Wilhelmina Maria Meeussen (Den Haag, 28 januari 1889 - aldaar, 2 september 1960) was een Nederlands beeldhouwer, schilder, tekenaar en toneelschrijver.

## Leven en werk
Lex Meeussen was het zevende kind in het katholieke gezin van Petrus Johannes Cornelis Meeussen en Catharina Christina Bendermacher. Haar had een boekhandel aan de Korte Poten en hield zich bezig met dichten en toneelschrijven. Hoewel ze als kind al graag tekende, volgde ze op aanraden van haar ouders een opleiding tot onderwijzeres. In 1910 behaalde Meeussen de LO-akte, na een jaar in het onderwijsvak hield ze het echter voor gezien en koos ze voor de kunst. Ze kreeg vervolgens twee jaar les academisch onderwijs, ze studeerde aan de Haagse Academie van Beeldende Kunsten en enige tijd in Rome, ook kreeg ze een aantal weken les van Jan Toorop en raadgevingen van Willem van Konijnenburg. Meeussen woonde haar hele leven in Den Haag, waar ze een atelier had aan de Laan Copes van Cattenburch.
Meeussen maakte onder meer olieverfschilderijen, tekeningen en plastieken, met als onderwerp figuren en portretten. Ze schreef daarnaast een aantal toneelstukken en korte verhalen voor onder andere het literair bijblad van de Haagsche Courant. Meeussen exposeerde meerdere malen solo of samen met kunstenaars als Hubert Bekman, C.A. Lion Cachet en Auguste Mambour. Just Havelaar schreef naar aanleiding van een tentoonstelling in 1921 over "de physionomische fantasieën, de rag-fijne sensitieve teekeningen van een nog weinig bekende, zeker veel belovende kunstenares, mejuffr. Meeussen", hij vergeleek haar werk met Toorop, Redon en Bendien.
De kunstenares nam in 1951 het initiatief voor de oprichting van een Opstandingsmonument. Samen met architect Frans Elsen ontwierp zij een religieus bouwwerk dat mensen op het evangelie moest wijzen en tegelijkertijd dienst kon doen als schuilkelder (met het oog op een mogelijke Derde Wereldoorlog). Het geheel zou moeten worden geplaatst in het buurtbos bij Bennekom. Het idee leidde tot bezwaren bij de lokale kiesvereniging van de Staatkundig Gereformeerde Partij, die in het werk een poging zag om beeldenverering in het leven te roepen en het bovendien geldverspilling en een ernstige verdwazing vond. Pogingen na Meeussens overlijden om het plan alsnog uit te voeren liepen op niets uit. 
Lex Meeussen overleed op 71-jarige leeftijd, ze werd begraven op de Algemene Begraafplaats aan de Kerkhoflaan in Den Haag.

## Enkele werken
Beeldhouwkunst

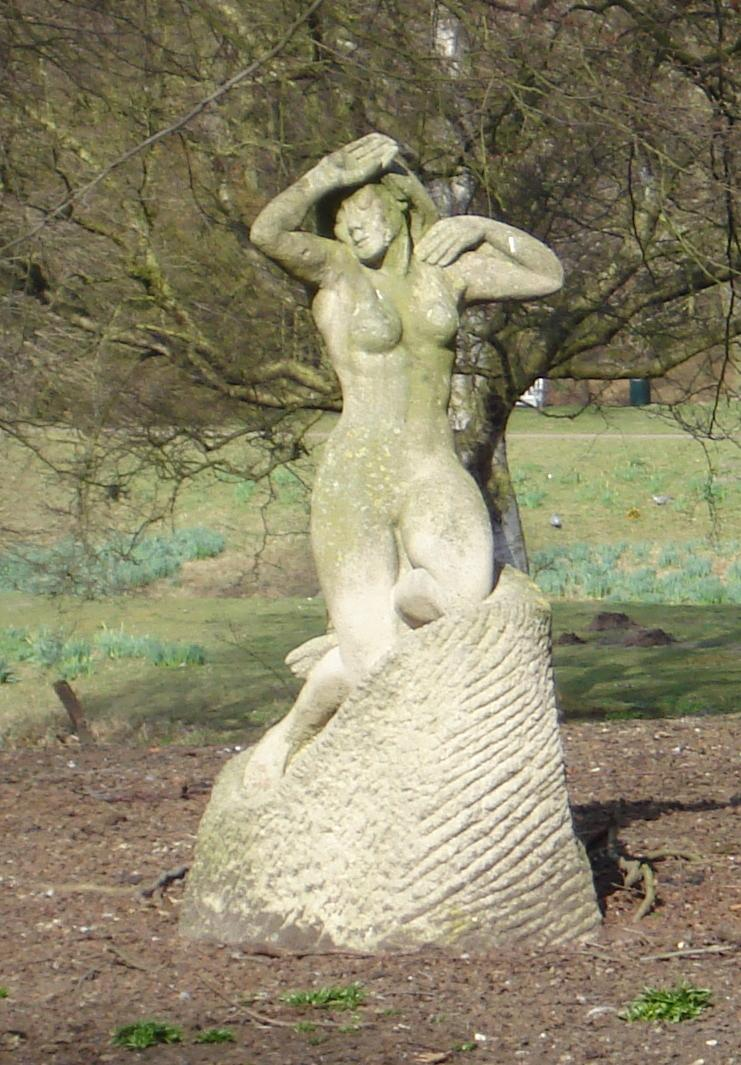
Het ontwaken (1941) van Lex Meeussen in Park Clingendael, Den Haag

- reliëfportret van H.P. Berlage, in 1935 geplaatst in de hal van de 'Burcht van Berlage' van de Diamantbewerkersbond in Amsterdam.
- kop van prof. Romano Guarnieri.
- 1941 Het ontwaken of Ontwakend naakt, op het eiland achter huis Clingendael.[8] Het beeld werd gemaakt ter gelegenheid van de tentoonstelling Bloemen en beelden in het Zuiderpark in 1941 en na Meeussens overlijden door een familielid aan de gemeente Den Haag geschonken.
- 1951 ontwerp drie beelden voor het Opstandingsmonument.
- 1952 gedenksteen op het graf van Henri A. van Eijsden jr. (1900-1951) op begraafplaats Oud Eik en Duinen, Den Haag.
- ontwerp Huisvrouwenmonument, "Een monument ter herinnering aan wat onze vrouwen tijdens den oorlog voor haar gezinnen en voor de gemeenschap gedaan hebben, vooral in den hongerwinter."[9]

Letteren
- 1928 Vruchtbaar leed, kort verhaal.[10]
- 1930 Drijfzand, toneelstuk.
- 1932 De roep uit den kosmos, toneelstuk.
- 1933 Pallas Athene, kort verhaal.[11]
- 1933 De binnenhuisarchitect, kort verhaal.[12]
- 1933 Haar verovering, kort verhaal.[13]
- 1934 Het geluk van den beeldhouwer, kort verhaal.[14]
- 1943 Het rad van fortuin, kort verhaal.[15]

- Biografisch Portaal: 04984980
- RKD-Nederlands Instituut voor Kunstgeschiedenis: 54847